# Ludwik Chmaj
Ludwik Chmaj (ur. 15 lutego 1888 w Głogowie Małopolskim, zm. 22 października 1959 w Warszawie) – historyk, historyk kultury i filozofii, pedagog. Jeden z wybitniejszych badaczy dziejów reformacji. Zajmował się także okresem Oświecenia i współczesną filozofią i myślą pedagogiczną.

## Życiorys
Syn Marcina i Marii z Jaroniów. Ukończył I Gimnazjum w Rzeszowie (1908). W latach 1908–1912 studiował filozofię i filologię klasyczną na Uniwersytecie Jagiellońskim. Tam też w 1914 uzyskał doktorat. Od 1912 do 1938 roku pracował jako nauczyciel w krakowskich szkołach średnich (IV Gimnazjum i I Gimnazjum im. B. Nowodworskiego). Habilitował się w 1929 na Uniwersytecie Jagiellońskim na podstawie pracy Rozwój filozoficzny Kartezjusza do r. 1637. Mimo poważnego dorobku naukowego nie uzyskał katedry w Uniwersytecie Jagiellońskim, na którym pracował jako docent prywatny od 1930 i, krótko, jako zastępca profesora – w I Katedrze Filozofii – w roku akademickim 1932/33. Był już wtedy – od 1919 – współpracownikiem Komisji Historyczno-Filozoficznej PAU, członkiem Polskiego Towarzystwa Filozoficznego, a także współpracownikiem licznych czasopism i serii wydawniczych.
W 1938 został wybrany na Katedrę Filozofii i Pedagogiki w Uniwersytecie Stefana Batorego w Wilnie. Wygrał konkurs mając poważnych konkurentów w osobach Józefa Chałasińskiego i Bogdana Suchodolskiego. O sukcesie zadecydowała, wydana wówczas synteza: Kierunki i prądy pedagogiki współczesnej. Jako kierownik tej katedry pracował do 1939. Został także członkiem Towarzystwa Przyjaciół Nauk w Wilnie. Po zamknięciu Uniwersytetu przez władze litewskie 15 grudnia 1939 kontynuował działalność dydaktyczno-naukową w konspiracji. Tej działalności nie zaniechał również w okresie okupacji sowieckiej (1940–1941) i niemieckiej (1941–1944). Lata wojny przeżył w Wilnie, gdzie prowadził kwerendy w bibliotekach i archiwach. Ponadto zaangażował się w tajne nauczanie na USB oraz w tajną działalność polityczną (Stronnictwo Ludowe). 
Był członkiem Okręgowej Rady Politycznej (PKP) z ramienia Stronnictwa Ludowego, a następnie Konwentu Stronnictw Politycznych. Był także inicjatorem utworzenia Wileńskiej Rady Niepodległościowej Koncentracji Demokratycznej (Związku Partii Demokratycznych), której do chwili aresztowania był wiceprezesem. Aresztowany w końcu sierpnia 1944 i osadzony w więzieniu przy ulicy Ofiarnej, a po zakończonych przesłuchaniach w więzieniu na Łukiszkach. On oraz delegat rządu RP Zygmunt Fedorowicz otrzymali wyroki dziesięciu lat łagru. Zesłani zostali do obozu Spassk (Spasskij Zawod) koło Karagandy w Kazachstanie (Kazachska SRR). Powrócił do Polski w 1955 i zamieszkał w Warszawie. Początkowo zatrudniony został w Pracowni Dziejów Oświaty PAN, kierowanej przez Łukasza Kurdybachę, a następnie – od 2 czerwca 1956 – został mianowany profesorem zwyczajnym w Instytucie Filozofii i Socjologii PAN.
Pochowany na cmentarzu Rakowickim (kw. VIII, rz. 7, gr. 4).
Materiały archiwalne Ludwika Chmaja znajdują się w PAN Archiwum w Warszawie pod sygnaturą III-76.

## Zainteresowania naukowe
Był jednym z wybitniejszych badaczy okresu Reformacji. Doskonały znawca braci polskich, poświęcił im szereg studiów i artykułów, w tym monografię i edycję źródłową listów Fausta Socyna oraz książkę o Samuelu Przypkowskim. Jako historyk filozofii był zafascynowany myślą Kartezjusza, którego pisma przekładał i któremu dedykował odrębne studium. Dzięki Kartezjuszowi zainteresował się okazjonalizmem, jako prądem filozoficznym. Przełożył również na język polski Logikę Piotra Gassendiego, jednego z krytyków Kartezjusza. Był nie tylko historykiem kultury i filozofii, ale także historykiem psychologii i pedagogiem. Do dziś popularną i wykorzystywaną w dydaktyce jest jego synteza Kierunki i prądy pedagogiki współczesnej. Obok pedagogiki współczesnej interesował się przede wszystkim postacią Jana Amosa Komenskiego i działalnością zakonu pijarów. Poważne miejsce w jego zainteresowaniach pedagogiką współczesną zajmowały fascynacje twórczością Antoniego Makarenki, Konstantego Uszyńskiego, Johna Deweya, Emila Durkheima, Alfreda Adlera i Jana Władysława Dawida.

## Ważniejsze prace
- Samuel Przypkowski na tle prądów religijnych XVII w., Kraków 1927.
- Rozwój filozoficzny Kartezjusza, Kraków 1930.
- Okazjonalizm. Geneza i rozwój, Warszawa 1937.
- Kierunki i prądy pedagogiki współczesnej, Warszawa 1938; drugie wydanie: Prądy i kierunki w pedagogice XX w., Warszawa 1962; toż wyd. 3: Warszawa 1963.
- Bracia polscy – ludzie, idee, wpływy, Warszawa 1957.
- René Descartes, Prawidła kierowania umysłem; Poszukiwanie prawdy poprzez światło przyrodzone rozumu, tłum. L. Chmaj, Warszawa 1958 (wyd. 3: Kęty 2002).
- Studia nad arianizmem, pod red. L. Chmaja, Warszawa 1959.
- Historia Domus Varsaviensis Scholarum Piarum, oprac. L. Chmaj, Wrocław 1959.
- Antoni Makarenko. Zarys życia i twórczości, Warszawa 1960.
- Faust Socyn 1539-1604, Warszawa 1963.
- P. Gassendi, Logika, wstęp L. Kołakowski, tłum. L. Chmaj, Warszawa 1964.
- René Descartes, Namiętności duszy, tłum. L. Chmaj, Warszawa 1986 (wyd. 3: Kęty 2001).